# PERM (Computer)

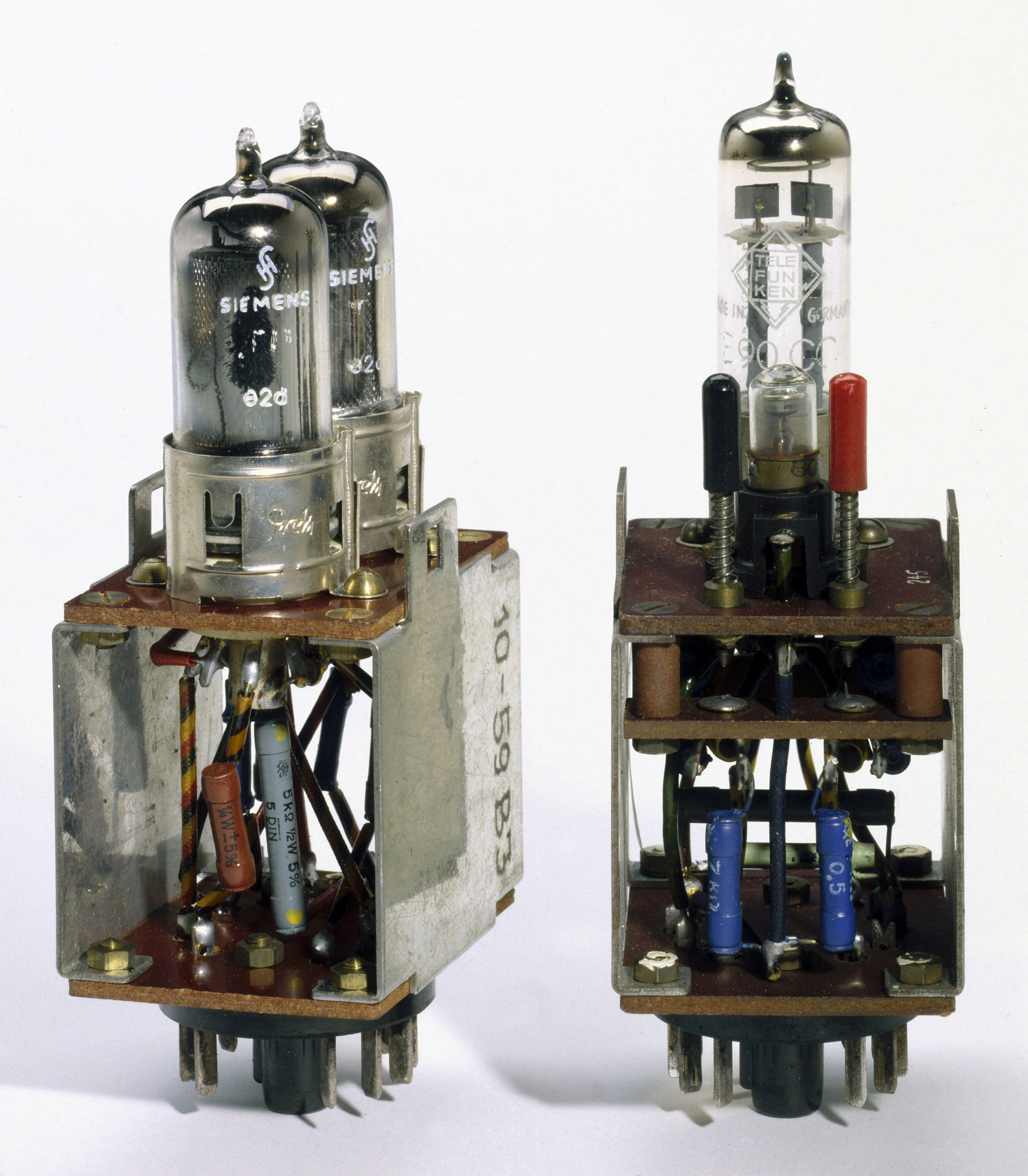
Mit Elektronenröhren aufgebaute Module mit der Funktion eines Flipflop aus dem PERM

Die Programmgesteuerte Elektronische Rechenanlage München (PERM) ist ein Röhrenrechner, der zu Beginn der 1950er Jahre an der TU München entwickelt wurde.
Scherzhaft wurde der Rechner damals von den Studenten der TH München (heute TU München) auch unter Anspielung auf seine Namensabkürzung PERM auch genannt: Pilotys Erstes Rechen-Monster.
Er wurde ab 1952 unter der Leitung der Professoren Hans Piloty (Institut für elektrische Nachrichtentechnik und Messtechnik) und Robert Sauer (Mathematik) gebaut und am 7. Mai 1956 in Betrieb genommen, anfangs in einem eingeschränkten Modus und noch ohne Magnetbandspeicher. Zum Entwicklungsteam unter Piloty und Sauer gehörten hauptsächlich Friedrich L. Bauer, Klaus Samelson, Heinz Schecher, Hans-Otto Leilich und Walter Proebster. Unter anderem wurde an der PERM der erste ALGOL-Compiler entwickelt.
Der Hauptspeicher der PERM bestand zunächst aus einem Trommelspeicher von 8192 Worten, der später durch einen Kernspeicher von 2048 Worten ergänzt wurde. Der Kernspeicher hatte zwar erheblich kürzere Zugriffszeiten, aber abgesehen davon war der gesamte Hauptspeicher homogen. Die Speicheradressen 0 bis 8191 (wurde immer dezimal angegeben) gehörten zum Trommelspeicher und von 8192 bis 10239 zum Kernspeicher. Die Befehle von Programmen und die verarbeiteten Daten konnten im gesamten Adressraum liegen, auch über die Grenze von Trommel- und Kernspeicher hinweg.
Die Wortlänge betrug 51 Bit, die als Gleitkommazahl strukturiert waren: 40 Bit Mantisse, 8 Bit Exponent und je ein Bit Vorzeichen. Das 51. Bit, das so genannte Q-Zeichen, hatte eine spezielle Funktion, aber keine Auswirkung auf den Wert von Zahlen oder auf die Wirkung der meisten Befehle. Mit einer Mantisse von 40 Bit lag die Genauigkeit etwa in der Mitte zwischen der von Gleitkommazahlen einfacher und doppelter Genauigkeit nach später üblich gewordenen Maßstäben. Die 10240 Worte des Hauptspeichers entsprachen also 40 bis 80 KiB auf anderen Maschinenarchitekturen, je nachdem, ob für die Anwendung einfach genaue Zahlen ausreichen. Da der Speicher wortweise adressiert wurde, belegten Festpunktzahlen unabhängig von ihrem Wertebereich ein ganzes Wort. Der Speicherbedarf von ausführbaren Programmen oder von Texten ist wegen der ganz anderen Wortformate nicht mit anderen Architekturen vergleichbar.
Im Jahr 1974 wurde die PERM abgeschaltet (schlafen gelegt); sie ist heute im Deutschen Museum in München ausgestellt.